# Верхние Важины
Ве́рхние Ва́жины (карел. Ylä-Vuaženi) — посёлок в составе Святозерского сельского поселения Пряжинского национального района Республики Карелия.

## Общие сведения
Расположен берегу реки Важинка.
К северу от посёлка находится государственный ботанический заказник девственных лиственных и темнохвойных лесов — особо охраняемая природная территория, эталон естественных лесных массивов.

## Население
| 2002 | 2009 | 2010 | 2013 |
| ---- | ---- | ---- | ---- |
| 260  | ↘224 | ↘151 | ↘135 |

## Улицы
- пер. Кирова
- ул. Ленина
- ул. Лесная
- ул. Мира
- ул. Надречная
- ул. Октябрьская
- ул. Первомайская
- пер. Солнечный
- пер. Спортивный
- пер. Строительный
- ул. Тукшинская
- пер. Школьный